# Mojimán
Mojimán är en ort i Honduras.   Den ligger i departementet Departamento de Yoro, i den västra delen av landet, 140 km norr om huvudstaden Tegucigalpa. Mojimán ligger 206 meter över havet och antalet invånare är 1 498.
Terrängen runt Mojimán är kuperad åt nordväst, men åt sydost är den bergig. Runt Mojimán är det ganska glesbefolkat, med 34 invånare per kvadratkilometer. Närmaste större samhälle är Morazán, 5,6 km norr om Mojimán. 